# 胡图尔姆
胡图尔姆是德国巴伐利亚州的一个市镇。总面积37.22平方公里，总人口5900人，其中男性2955人，女性2945人（2011年12月31日），人口密度159人/平方公里。